# Tauer
Tauer är en kommun och ort i Landkreis Spree-Neisse i förbundslandet Brandenburg i Tyskland. 
Kommunen ingår i kommunalförbundet Amt Peitz tillsammans med kommunerna Drachhausen, Drehnow, Heinersbrück, Jänschwalde, Peitz, Teichland och Turnow-Preilack.